# Erythrochiton jucundus
Erythrochiton jucundus là một loài bọ cánh cứng trong họ Cerambycidae.